# Wijnbouw in de Verenigde Staten

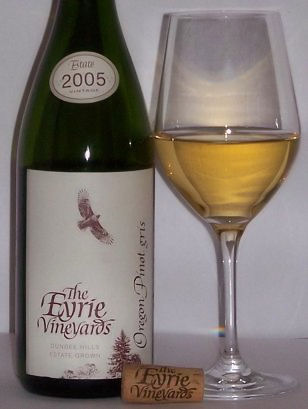
Een wijn van de Pinot gris uit de West-Amerikaanse staat Oregon

Wijnbouw in de Verenigde Staten van Amerika vindt plaats van oostkust tot westkust. Het land wordt tot de nieuwewereldwijnlanden gerekend. De staat Californië in het zuidwesten produceert nagenoeg 90% van de Amerikaanse wijnen, maar ook het noordoosten en de staat New York zijn bekende wijnbouwgebieden. De Verenigde Staten is de grootste wijnproducent na Italië, Frankrijk en Spanje.

## Geschiedenis

### Oostkust
Hoewel de druivenstok al begin 17e eeuw door captain John Smith hier werd aangetroffen, is de wijnbouw pas eind 18e eeuw in ontwikkeling gekomen.
De inheemse druivenrassen leverden slechte wijn op. Na veel experimenteren met Europese druivenrassen en hybride varianten is het uiteindelijk gelukt fatsoenlijke wijn te maken. De toen belangrijkste ontwikkelde hybride variëteiten zijn catawba en concord.
Gemakkelijk ging dit niet. Na invoering van Europese druivenstokken gingen deze allemaal dood. De oorzaak was de druifluis Phylloxera waar alleen de inheemse druivenstokken resistent tegen waren.
De eerste wijngaarden van de Verenigde Staten werden in het oosten en het district Finger Lake aangelegd.

### Westkust
Eind 18e eeuw kwamen met de franciscanen de eerste wijnstokken uit Mexico naar Californië. Deze stokken zijn afstammelingen van door Spaanse kolonisten meegebrachte exemplaren. Ziektes en tegenslagen zoals men aan de oostkust had, bleven hier uit.
De wijnbouw kende behalve ziektes nog meer tegenslagen. Eerst de Burgeroorlog en daarna de drooglegging. Sinds de jaren zestig van de twintigste eeuw maakt de wijnbouw een hoge vlucht. 

## Gebieden
De Verenigde Staten kennen niet zo’n duidelijke herkomstomschrijving als in Europa het geval is. AVA’s – American Viticultural Areas – liggen in wijnbouwdistricten. Het zijn een soort appellations die voornamelijk op een geografische herkomst benaming duiden.

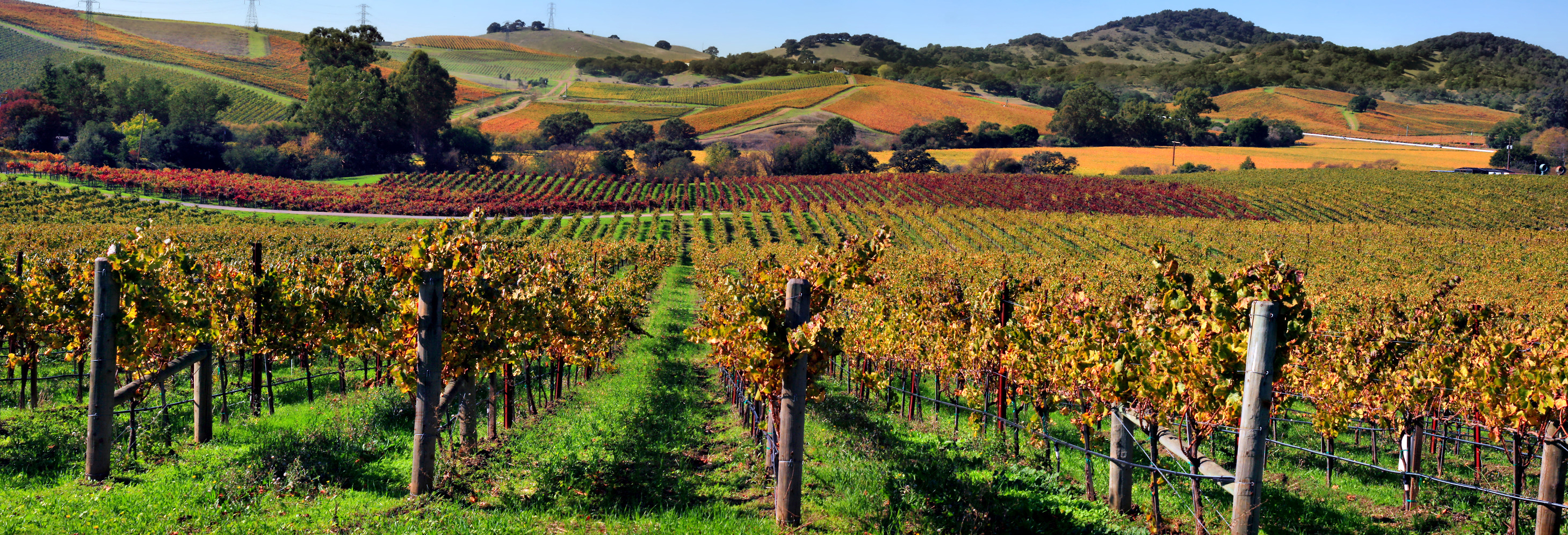
Wijngaarden in de Napa Valley

Californische wijnbouwgebieden zijn:
- Sonoma Valley
- Noord-Sonoma
- Mendocino en Lake County
- Carneros
- Napa Valley
- San Francisco Bay
- South Central Coast
- Central Valley

In het noordwesten is sprake van wijnbouw in de staten Washington en Oregon.
New Mexico en Texas in het zuiden hebben ook wijngaarden.
In het oosten van de VS wordt vooral in de staat New York, met name het district Finger Lake, wijn verbouwd. Vanuit het oosten zijn wijngaarden uitgebreid tot in het midden van het land. Steeds meer staten starten met wijnbouw.
De jaarproductie van het land is ongeveer 20 miljoen hectoliter. Hiervan komt 90% uit de staat Californië.